# Почетен знак „Сребърен кръст на свети Николай“
Почетният знак „Сребърен кръст на свети Николай“ е отличие в община Бургас, връчвано за „изключителни заслуги“ към града и лица, чието име е „символ на непреходните морални и житейски ценности, които едно общество трябва да изповядва“.
Кавалер на „Сребърния кръст на Свети Николай“ е най-високото отличие на Община Бургас. Връчва се от кмета на община Бургас по повод 6 декември – Никулден, официалния празник на град Бургас.

## Дизайн
Отличието представлява сребърен кръст с лика на св. Николай Чудотворец (покровител на Бургас) – с украса и орнаменти, закачен на лента, с цветовете на знамето на Община Бургас, придружен с грамота.

## Условия за връчване
Със званието Кавалер на „Сребърният кръст на Свети Николай" може да бъде удостоен само един човек в рамките на една календарна година, като не може да има повече от трима живи носители на званието. Предложение за връчване на отличието може да бъде направено от кмета или поне пет общински съветници, подкрепено от значими обществени и професионални организации и творчески формирования и инициативни граждански комитети със състав не по-малко от сто души, формирани чрез съответна подписка.

## История
Идеята за новия орден е на общинския съветник и композитор Руслан Карагьозов през 2013 г., като мярка срещу девалвация на званието „почетен гражданин“ Първи носител и кавалер на отличието е композиторът Тончо Русев, 6 декември 2017 г.

### Йерархия
През 2021 г. е гласувана по старшинство следната йерархия на връчваните отличия и звания в Община Бургас:
1. Кавалер на „Сребърния кръст на Свети Николай“
2. Почетен съветник на Община Бургас
3. Почетен гражданин на Община Бургас
4. Почетна значка на Община Бургас
5. Медал „За достойна служба“
6. „Ключът от кулата“ на Община Бургас.

## Носители на званието
| № | Година | Носител на отличието | Професия   |
| 1 | 2017   | Тончо Русев          | композитор |